# Dichelyma
Dichelyma là một chi rêu trong họ Fontinalaceae.